# Olle Lindberg
Claes Olof (Olle) Lindberg, född 1967, är en svensk musiker och tonsättare.
Olle Lindberg är son till Nils Lindberg och brorsons son till Oskar Lindberg. Han utbildades vid Kungliga Musikhögskolan i Stockholm, först på musiklärarlinjen och vidare på musikteorisk påbyggnad, då han bland annat studerade komposition och kontrapunkt för Lars-Erik Rosell. Olle Lindberg var under många år tenor i vokalensemblen Voces Nordicae och har även sjungit i Eric Ericsons kammarkör och Gustaf Sjökvists kammarkör. Han är idag verksam som musiker, sångare, tonsättare samt lärare på bl a Kgl Musikhögskolan och SMI i Stockholm. Tillsammans med Agnes Lindberg Frisk har Olle Lindberg i duon A&O turnerat runtom i Sverige, Tyskland och Irland. I duon spelar han gitarr och kontrabas samt sjunger tenor. 

## Verkförteckning (i urval)
- Credo (2010), för kör med solokvartettinslag, orgel och brasskvartett, komponerad för och tillägnad Christoffer Holgersson och S:t Tomas församling i Vällingby
- Missa nordica (2005-2007), för kör a cappella. Beställt av vokalensemblen Voces Nordicae och dirigenten Lone Larsen.
- Te Deum (2000), för kör och brassensemble. Beställningsverk från Musik i Uppland.
- Mässa i dalaton (2013-2014), för kör, stråkensemble och orgel
- Vinterorgel (1999; utgivet 2003), för kör och orkester. Beställningsverk från Avesta orkesterförening.
- Festmusik till text av Martin Luther (2016), för kör, sopransolist, stråkar, trumpet och pukor. Beställningsverk från Boo församling.
- Missa Brevis (2017), för kör, diskantkör och soloviolin. Beställningsverk från Adolf Fredriks församling i Stockholm.
- A Requiem For The Living (2019),  för kör, sopran, baryton, brasskvintett, tre stråkar, piano och två slagverkare. En samproduktion av Adolf Fredriks församling, Nyköpings församling, Strängnäs församling samt Musik i Uppland och Scenkonst Sörmland. Verket spelades in av Sveriges Radio P2 och sändes två gånger under 2020.
- Stabat Mater (2021), för trestämmig kör, sopran, mezzosopran, stråkar, pukor och piano. Beställningsverk från Ystads församling.
- The Three Kings (2022), beställningsverk av Strängnäs domkyrkoförsamling med Aspö, för kör, sopran, violin, slagverk, orgel, kontrabas, piano och trumpet.
- Frihet (2023) Beställningsverk från Katedralens vänner, Strängnäs, inför högtidssammankomst i domkyrkan 6 juni 2023, för  kör, brassensemble, slagverk och orgel.
- Ett svenskt Te deum (2023), för kör och orgel. Beställningsverk från Ludvika församling inför återinvigningen av orgeln 2024.
- Sjung till herrens ära en ny sång (2023), för kör och orgel. Beställningsverk från Västerås stift till 100-årsfirandet av Västerås stifts Kyrkosångsförbund 2024.